# Buda-Buda
Buda-Buda (mal. Kampong Buda-Buda) – wieś w mukimie Bukok w dystrykcie Temburong we wschodnim Brunei. Położona jest przy granicy z Malezją, na zachód od Bangar.
Nazwa wioski pochodzi od nazwy żyjącej tu grupy etnicznej ludu Murut.